# Vallés (Valencia)
Vallés község Spanyolországban, Valencia tartományban. Vallés Canals, Cerdà, La Granja de la Costera, Llanera de Ranes, Novelé, Rotglà i Corberà, Torrella és Xàtiva községekkel határos. Lakosainak száma 148 fő (2024).

## Népesség
A település népessége az utóbbi években az alábbiak szerint változott:
| Lakosok száma | 100  | 95   | 133  | 145  | 162  | 154  | 153  | 157  | 151  | 148  |
|               | 2001 | 2004 | 2007 | 2009 | 2012 | 2014 | 2017 | 2019 | 2022 | 2024 |